# Catherine Des Roches

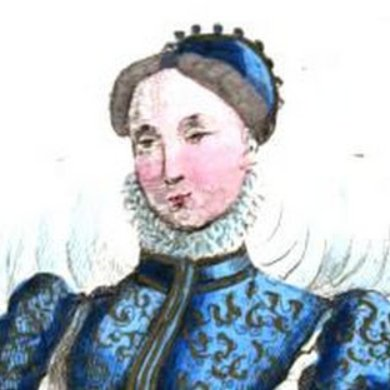
Porträt von Catherine Des Roches aus dem Buch Costumes historiques de la France von 1860

Catherine Des Roches, eigentlich Catherine Fradonnet (* 1542 in Poitiers; † im Herbst 1587 ebenda) war eine französische Schriftstellerin und Salonnière. Sie und ihre Mutter Madeleine Des Roches gehörten zu den angesehensten Frauen Frankreichs in der zweiten Hälfte des 16. Jahrhunderts.

## Leben
Des Roches war die Tochter von André Fradonnet, seigneur Des Roches, und seiner Frau Madeleine. Ihre beiden Geschwister starben bereits im Säuglingsalter. Nach dem Tod des Vaters heiratete die Mutter 1550 François Eboissard, einen angesehenen Rechtsanwalt aus Poitiers, durch den sie Zugang zu den humanistisch gebildeten Kreisen der Stadt erlangte. Ab 1570 waren Mutter und Tochter Gastgeberinnen eines regelmäßigen, über die Grenzen der Stadt hinaus bekannten literarischen Salons. Zu ihren Gästen zählten beispielsweise Odet de Turnèbe, Barnabé Brisson, Claude Binet, Antoine Loysel, René Choppin, Nicolas Rapin, Scévole de Sainte-Marthe, Étienne Pasquier und Théodore Agrippa d’Aubigné. Die Gäste des Salons dichteten auch gemeinsam und veröffentlichten 1583 La Puce de Madame Des Roches (Der Floh der Madame Des Roches), eine Sammlung galant-komischer Verse über einen Floh, den Étienne Pasquier am Hals von Des Roches entdeckte.
Da Des Roches nie heiratete, lebten sie und ihre Mutter bis zu ihrem Tod zusammen. Sie starben, vermutlich am selben Tag, im Herbst 1587 an der Pest.

## Werk
Die Dames Des Roches, wie Mutter und Tochter genannt wurden, veröffentlichten zu Lebzeiten drei Werkausgaben ihrer Dichtungen:
- Les Œvres (Werke, 1578)
- Les Secondes Œvres (Zweite Werke, 1583)
- Les Missives (Briefe, 1586)

Ihre von der Dichtergruppe La Pléiade beeinflusste Dichtung ist geprägt von der Suche nach der eigenen Identität als Dichterinnen. Sie traten für einen besseren Zugang von Frauen zur Bildung ein und versuchten dies mit den gesellschaftlichen Erwartungen zu versöhnen. Catherines Werk war umfangreicher und vielfältiger als das ihrer Mutter. Sie verfasste Episteln, Oden, Sonette, Blasons, andere Gedichtformen sowie einige Dialoge in Vers- oder Prosaform.

## Quelle
- Julia Pieper: Des Roches, Madeleine (eigentl. M. Neveu). Des Roches, Catherine (eigentl. C. Fradonnet). In: Autorinnen Lexikon. Hrsgg. v. Ute Hechtfischer, Renate Hof, Inge Stephan und Flora Veit-Wild. Suhrkamp, Frankfurt/M. 2002, ISBN 3518399187, S. 126f.

| Personendaten    | Personendaten                                |
| ---------------- | -------------------------------------------- |
| NAME             | Des Roches, Catherine                        |
| ALTERNATIVNAMEN  | Fradonnet, Catherine (wirklicher Name)       |
| KURZBESCHREIBUNG | französische Schriftstellerin und Salonnière |
| GEBURTSDATUM     | 1542                                         |
| GEBURTSORT       | Poitiers                                     |
| STERBEDATUM      | 1587                                         |
| STERBEORT        | Poitiers                                     |